# Sở giao dịch Hồng Kông
Công ty TNHH Sở kết toán và giao dịch Hồng Kông（còn gọi là Sở Giao dịch Hồng Kông hay Sở Giao Cảng, tiếng Anh: Hong Kong Exchanges and Clearing Limited, viết tắt：HKEX；SEHK: ) là một trong những sàn giao dịch lớn của thế giới và là một công ty cổ phần được niêm yết tại Hồng Kông，điều hành các sàn giao dịch ở Hồng Kông và London, Vương quốc Anh và các thành viên của nó bao gồm Hong Kong Stock Exchange (sở giao dịch chứng khoán), Hong Kong Futures Exchange (thị trường tương lai), Công ty hữu hạn Kết toán Trung ương Hồng Kông, Công ty hữu hạn Sở kết toán quyền chọn sở giao dịch liên hiệp Hồng Kông (香港联合交易所期权结算所有限公司) và Công ty hữu hạn kết toán hàng hoá kỳ hạn Hồng Kông (香港期货结算有限公司), còn có thị trường kim loại cơ bản như Sàn giao dịch Kim loại Luân Đôn, Sở kết toán giao dịch kim loại Luận Đôn. Chủ tịch hiện tại của hội đồng quản trị là Sử Mỹ Luân, và giám đốc điều hành là Lý Tiểu Gia.

## Lịch sử
Vào ngày 6 tháng 3 năm 2000, Sở giao dịch chứng khoán Hong Kong Limited, Hong Kong Futures Exchange Co., Ltd. và Hong Kong Securities Clearing Co., Ltd. đã hoàn tất việc sáp nhập, được tổ chức bởi một công ty cổ phần duy nhất là Sở giao dịch chứng khoán Hồng Kông. Sàn giao dịch chứng khoán Hồng Kông, ra đời sau khi sáp nhập, được niêm yết trên thị trường chứng khoán vào ngày 27 tháng 6 năm 2000.
Sở giao dịch chứng khoán Hồng Kông được thành lập vào ngày 2 tháng 4 năm 1986 bằng cách sáp nhập bốn sàn giao dịch lớn của Sở giao dịch chứng khoán Hồng Kông, Sàn giao dịch Viễn Đông, Sở giao dịch chứng khoán Kim Ngân và Sở giao dịch chứng khoán Cửu Long.
Giao dịch chứng khoán ở Hồng Kông xuất hiện lần đầu tiên vào giữa thế kỷ 19, Nhưng mãi đến năm 1891, sàn giao dịch chính thức đầu tiên xuất hiện là Hội kinh doanh cổ phiếu Hồng Kông (香港股票經紀會) còn gọi là Hiệp hội kinh doanh cổ phiếu Hồng Kông (香港股票經紀協會). Giao dịch ban đầu được ghi lại bằng bảng đen và phấn. Với sự phát triển nhanh chóng của nền kinh tế Hồng Kông, mô hình của bốn sàn giao dịch chứng khoán của Sàn giao dịch chứng khoán Hồng Kông, Sàn giao dịch Viễn Đông, Sàn giao dịch Kim Ngấn và Sàn giao dịch chứng khoán Cửu Long được hình thành vào những năm 1970.